# Marco Bergamo
Marco Bergamo (Bolzano, 6 agosto 1966 – Bollate, 17 ottobre 2017) è stato un serial killer italiano, noto come "mostro di Bolzano" (in tedesco Frauenmörder von Bozen) che uccise tra il 1985 e il 1992 cinque donne; venne condannato a quattro ergastoli e a trent'anni di reclusione.

## Biografia
Nato da padre operaio e madre casalinga, all'età di 4 anni aveva un ritardo nel linguaggio; in seguito, l'obesità e una malattia alla pelle, la psoriasi, ne accentuarono il carattere introverso. Fin dai tredici anni collezionava, tra le altre cose, anche dei coltelli, tanto da averne sempre uno con sé. Dopo aver iniziato a lavorare come saldatore e carpentiere, all'età di 25 anni, nel maggio 1992, subì l'asportazione di un testicolo.

### Omicidi
Tra il 1985 e il 1992 assassinò cinque donne, tra cui una studentessa di 15 anni e quattro prostitute, che avevano dai 18 ai 41 anni.
Il 3 gennaio 1985 mieté la sua prima vittima, Marcella Casagrande, una studentessa quindicenne al primo anno dell’istituto magistrale, sua vicina di casa, che fu ritrovata riversa in terra sul pavimento di casa. La Casagrande venne assassinata mediante l'utilizzo di un coltello con cui l'assassino doveva avere una buona dimestichezza, oltre che un'altrettanta buona conoscenza dell'anatomia umana. La ragazza venne sorpresa alle spalle e le furono inferte diverse coltellate, tra cui una che raggiunse la decima vertebra della colonna vertebrale; in seguito, la giovane venne trattenuta per i capelli, mentre l'omicida eseguiva lo scannamento.
Sei mesi dopo, il 26 giugno, Annamaria Cipolletti, un'insegnante delle scuole medie "Ugo Foscolo" dedita anche alla prostituzione presso un monolocale nella città, venne uccisa con diciannove fendenti; l'assassino si appropriò poi dei suoi indumenti intimi. In un portacenere vennero rinvenuti mozziconi di sigaretta e vari profilattici, sia usati che nuovi, ma secondo le indagini non vi fu violenza sessuale.
Dopo circa 7 anni, nel 1992, avvennero altri tre delitti; le vittime erano tutte prostitute.
Il 7 gennaio la ventiquattrenne Renate Rauch venne rinvenuta cadavere nel parcheggio di un'area di servizio di via Renon a Bolzano. Sulla sua tomba fu trovato, alcuni giorni più tardi, un mazzo di fiori con attaccato un biglietto, su cui era scritto: "Mi spiace ma quello che ho fatto, doveva essere fatto e tu lo sapevi: ciao Renate! Firmato M.M." Le forze dell'ordine ipotizzarono l'ipotesi che la doppia "M" stesse per il nome di Marco.
Il 21 marzo venne uccisa la diciannovenne Renate Troger, una ragazza di Millan che aveva accettato, durante la notte, un passaggio lungo piazza Verdi a Bolzano. Il suo corpo fu ritrovato in un piazzale nei pressi di Campodazzo di Renon. Prima venne scannata e, successivamente, ricevette 14 coltellate.
Il 6 agosto venne uccisa Marika Zorzi, di 20 anni, un'altra prostituta di Laives, ritrovata dopo aver ricevuto 28 coltellate presso il secondo tornante della strada che conduce al Colle dei Signori.
Tutte le vittime furono uccise mediante diverse coltellate.

### Arresto
Bergamo venne fermato da due agenti della polizia il 6 agosto 1992 alle 6 del mattino mentre, armato, stava uscendo da via Volta, lasciando Bolzano a bordo della sua auto, una SEAT Ibiza di colore rosso, poco dopo l'ultimo assassinio. Gli agenti sospettarono subito che fosse lui il serial killer, in quanto sul sedile accanto a quello del guidatore riscontrarono macchie di sangue e la mancanza di imbottiture, oltre che il documento dell'ultima vittima nel baule della macchina; infine vi era anche la mancanza di uno specchietto retrovisore, che venne ritrovato sul luogo del delitto.

### Processo
Bergamo inizialmente ammise di aver assassinato solamente tre delle cinque vittime; negò quindi di aver ucciso la seconda vittima, Anna Maria Cipolletti, e la quarta, Renate Troger. Il tribunale, però, sulla base delle evidenti affinità nei modi in cui i delitti furono eseguiti, lo condannò comunque per ognuno dei cinque omicidi, di natura sadica secondo gli esperti, ma potenzialmente compiuti da una persona capace di intendere e di volere. Non venne ravvisata alcuna affinità con l'uccisione della prostituta Anna Maria Ropele, avvenuta l'8 gennaio 1992 presso la sua abitazione a Trento, né con quello della turista fiorentina Adele Barsi, uccisa il 20 luglio 1984 nei pressi di Brunico; questi due omicidi rimasero insoluti.
La Corte d'assise di Bolzano affidò il compito di redigere una perizia a quattro differenti professionisti, i quali giunsero a conclusioni differenti. Venne quindi richiesta una nuova perizia a tre professori, Ponti, Fornari e Bruno, i quali  giunsero alla conclusione che: "Bergamo è giunto alla perversione estrema: l'omicidio per godimento. Dopo il primo assassinio ha scoperto che uccidendo appagava il suo piacere, e nello stesso tempo distruggeva l'oggetto temuto e odiato: la donna. [...] Per Bergamo, uccidere rappresentava ormai l'estrema perversione sadica, la modalità più forte per possedere la donna".
La sentenza venne emessa l'8 marzo 1994, condannando Bergamo per i cinque omicidi.
Un giornalista del quotidiano locale Alto Adige, Paolo Cagnan, decise di scrivergli e Bergamo gli rispose così: "Io sottoscritto Bergamo Marco ho commesso solo tre omicidi e li ho confessati, gli omicidi Troger e Cipolletti li ha commessi una seconda persona potenzialmente più pericolosa di me".
La Rai annunciò, il 18 aprile dello stesso anno, una puntata del programma televisivo Un giorno in pretura dedicata al processo di Marco Bergamo. Durante la stessa giornata il settantaduenne Renato Bergamo, padre dell'assassino, andò in soffitta e si tolse la vita mediante impiccagione. A seguito della morte del padre, il fratello dell'assassino, Luigi Bergamo (fratello di Marco), chiese espressamente che la puntata non andasse in onda.

### In carcere
Nel 2005 ottenne un permesso premio per poter lasciare il carcere, suscitando polemiche. Così come fu solo ipotizzato, durante l'estate 2008 Bergamo avrebbe potuto chiedere la semilibertà al giudice di sorveglianza Guido Rispoli, ma questa volta non la ottenne.
La Corte d'assise di Bolzano, nel 2014, sempre mediante il pm Rispoli, era tornata sul caso che riguardava Bergamo, dovendo però respingere la richiesta di ottenere un giudizio mediante un rito abbreviato. Infatti, Bergamo non poteva godere di questo diritto in quanto non era previsto per reati da ergastolo; inoltre, per il codice penale non vi possono essere sconti di pena in casi come questi, ovvero con sentenze definitive e irrevocabili.
Dopo 24 anni trascorsi in vari istituti per scontare la pena dovuta per questioni relative alla massima sicurezza, dal 15 febbraio 2017 fu trasferito nel carcere di Bollate, la seconda casa di reclusione di Milano. Poi, durante il mese di maggio, il dipartimento dell'amministrazione penitenziaria dispose il suo trasferimento in una struttura in cui a ogni carcerato viene data la possibilità di un recupero con obiettivi e aspettative del detenuto.

### La morte
A 51 anni, mentre scontava ancora la sua pena nel carcere di Bollate, richiese al direttore dello stesso di essere trasferito urgentemente in ospedale, dove si riscontrò che Bergamo aveva una grave infezione polmonare. Dopo dieci giorni di ricovero entrò in coma senza più risvegliarsi, morendo il 17 ottobre 2017.

### Le vittime
A Marco Bergamo è attribuito l'assassinio di un totale di cinque donne tra il 1985 e il 1992:
- Marcella Casagrande, studentessa di 15 anni;
- Anna Maria Cipolletti, insegnante presso scuole medie "Ugo Foscolo", di 41 anni;
- Renate Rauch, prostituta di 24 anni;
- Renate Troger, di 18 anni;
- Marika Zorzi, prostituta di 19 anni.